# کنجی مییازاکی
کنجی مییازاکی (انگلیسی: Kenji Miyazaki؛ زادهٔ ۲۴ ژوئن ۱۹۷۷) بازیکن فوتبال اهل ژاپن است.